# Скијашки везови
Скијашки везови су механички делови скија који омогућавају да се нога скијаша причврсти за скију. У зависности од скијашкој дисциплини постоји велики број различитих изведби.
У алпском скијању везови су такве конструкције која омогућава да се скијашка обућа пуном дужином скијашевог стопала причврсти фиксно за скију. Друга функција скијашког веза је да у случају пада аутоматски отпусти везу ципеле и скије, и тиме спречи озледу која може да настане ако скија својом дужином и тежином по принципу полуге искрене или чак сломи ногу скијаша. Стога је за правилан избор скијашког веза нужно познавати висину и тежину скијаша који ће вез користити, те правилно подесити силу која је потребна да се вез отпусти у случају пада.
За нордијско скијање користи се вез који омогућава одвајање пете скијаша од скије, како би се омогућио правилан скијашки корак којим скијаш тркач остварује кретање по снегу. Како се кретање остварује замахом ноге унатраг, потребно је да се пета скијаша дигне од скије али да се при томе прсти и даље користе као место притиска на скију.